# دهکده المپیک (شیراز)
دهکده المپیک شیراز با ظرفیت ۱۰۰ هزار نفر که البته در حال ساخت و آماده شدن است.

## موقعیت
محل در نظر گرفته شده برای احداث دهکده المپیک شیراز که به تصویب هیئت دولت (نهم) رسیده‌است، واقع در ورودی شرق شیراز معروف به پل فسا می‌باشد که از شمال به فرودگاه و میدان تره بار، از شرق به دریاچه نمک و شوره‌زارهای شهرک صنعتی شیراز و از شرق به منطقه لم یزرع و تقاطع غیر همسطح پل فسا ـ شیراز مشرف است.

## انتقادها
محمدهادی ربانی، نماینده شیراز
محل انتخاب شده موقعیت مناسبی ندارد که می‌تواند بهانه‌ای برای انتقاد به سلیقه مردم شیراز شود.
مدیرکل تربیت بدنی فارس
با توجه به مسائل مربوط به زمین اختصاص داده شده برای احداث ورزشگاه المپیک شیراز، خواستار تجدیدنظر در مکان آن شد.